# Julius Lawnik
Julius Lawnik (ur. 27 grudnia 1995) – niemiecki lekkoatleta specjalizujący się w biegach średnich.
W 2013 sięgnął po brąz w biegu na 1500 metrów podczas mistrzostw Europy juniorów w Rieti. Siódmy zawodnik juniorskich mistrzostw świata w Eugene (2014).

## Osiągnięcia
| Rok  | Impreza                     | Miejsce   | Konkurencja         | Lokata     | Wynik   |
| ---- | --------------------------- | --------- | ------------------- | ---------- | ------- |
| 2012 | Mistrzostwa świata juniorów | Barcelona | bieg na 1500 metrów | eliminacje | 3:49,51 |
| 2013 | Mistrzostwa Europy juniorów | Rieti     | bieg na 1500 metrów | 3. miejsce | 3:45,43 |
| 2014 | Mistrzostwa świata juniorów | Eugene    | bieg na 1500 metrów | 7. miejsce | 3:44,96 |

## Rekordy życiowe
- bieg na 1500 metrów (stadion) – 3:43,01 (2015)
- bieg na 1500 metrów (hala) – 3:49,43 (2013)